# Cmentarz Zachodni w Szczecinie
Cmentarz Zachodni w Szczecinie – cmentarz komunalny w Szczecinie, otworzony w dniu 29 maja 2013 w zachodniej części dzielnicy Zachód, w południowej części Gumieniec. Docelowo ma mieć powierzchnię 60 ha, obecnie przygotowano pierwszy etap, który zajmuje 17 ha. 

## Historia
Przygotowania do inwestycji rozpoczęto w 2003, prace projektowe wielokrotnie przerywano zmieniając koncepcję, co uniemożliwiało rozpoczęcie prac budowlanych. Ostatecznie w czerwcu 2010 na teren przyszłej nekropoli wkroczyła firma "Erbud", która do maja 2013 przygotowała teren pod miejsca grzebalne. W momencie otwarcia pierwszego etapu na obszarze 17 ha przygotowano miejsce dla 12.400 pochówków urnowych w kolumbariach i ziemnych kwaterach urnowych oraz 12.500 miejsc dla pochówków ziemnych. Infrastruktura obejmuje poza kolumbariami, oświetleniem, parkingiem i infrastrukturą drogową również elementy małej architektury i wartownię. Cmentarz Zachodni posiada ujęcie wody, prace przy budowie domu pogrzebowego zostały wstrzymane w początkowej fazie budowy ze względu na rażące błędy architektoniczne.
Budowa Cmentarza Zachodniego od początku budziła liczne kontrowersje, teren na którym zaplanowano miejsca grzebalne był podmokły, a po większych opadach zmieniał się w grzęzawisko z zastoinami wodnymi w zagłębieniach terenu. Gliniasta gleba nie przepuszczała wody, wymusiło to na projektantach wybudowanie w 2012 odwodnienia, co znacznie podniosło cenę inwestycji. Początkowo planowano pierwsze pochówki wiosną 2011, jednak ze względu na zaistniałe trudności termin przesunięto o ponad dwa lata. Ostateczna cena przygotowania pierwszego etapu budowy wynosiła 25 milionów złotych.
Uroczyste otwarcie miało miejsce 29 listopada 2013 w obecności wiceprezydenta miasta Mariusza Kądziołki i dyrektora Zakładu Usług Komunalnych Andrzeja Sumisławskiego, a także metropolity szczecińsko-kamieńskiego abp Andrzeja Dzięgi i przedstawicieli wyznań polskokatolickiego, ewangelicko-luterańskiego, prawosławnego, zielonoświątkowego i greckokatolickiego, którzy poświęcili teren. 
Do stycznia 2016 odbyły się 134 pochówki, mieszkańcy Szczecina niechętnie korzystają z Cmentarza Zachodniego jako miejsca pochówku swoich bliskich.